# Au (Auenstein, Veltheim)

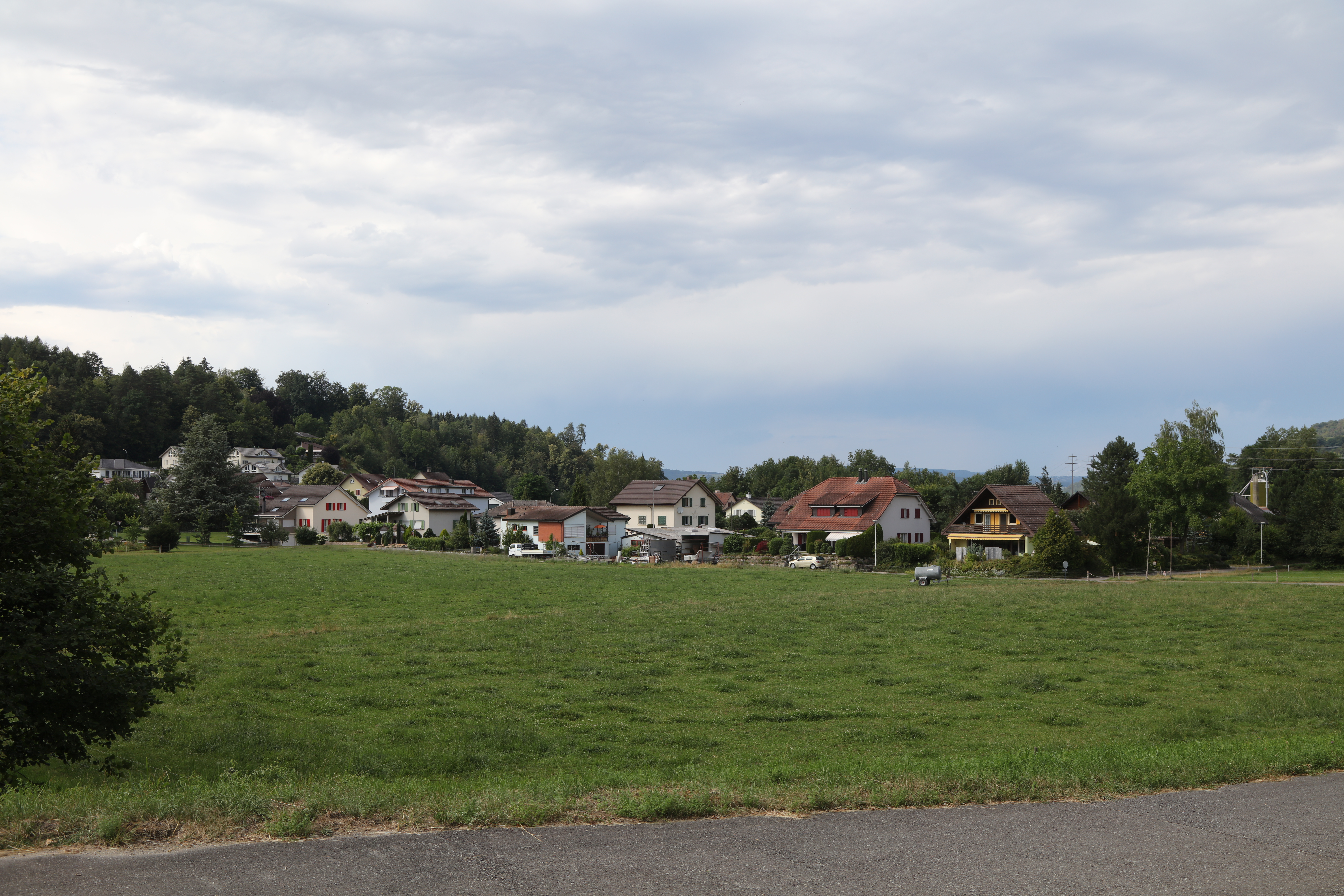
Der Veltheimer Teil der Ortschaft Au von der Brücke nach Wildegg aus gesehen

Das Dorf Au (auch Auhof, Auhöfe) liegt auf den Gemeindegebieten von Auenstein und Veltheim in der Schweiz am nordwestlichen Ende der Strassenbrücke nach Wildegg. Diese wurde 1870 als Ersatz einer Fähre errichtet.

## Name
Das heutige Ortsschild lautet in Grossschrift „Au“ (ohne Zusatz), darunter in Kleinschrift „Auenstein“ und „Veltheim“. Dies ist die übliche Schreibweise in der Schweiz für unselbständige Orte, wobei in Kleinschrift gehaltene Gemeindenamen nicht zum Ortsnamen gehören.

## Geschichte
Der Bau des Auhofs, der den Kern der heutigen Siedlung bildete, geht vermutlich auf die Wiederbelebung des Fährbetriebs durch die Wildensteiner Burgherrschaft zurück. Der Meierhof lag zwar im Twing Auenstein, das Hofgebiet selbst aber grösstenteils auf Veltheimer Boden bzw. auf dem Gebiet der Landvogtei Schenkenberg. Greifbar wird der Ort 1472 durch die Erwähnung des »Meier in der Ouw«. Die Siedlung entstand aus einem Steckhof und wurde mit der Kantonsgründung des Aargaus auf die beiden Gemeinden verteilt. Durch die Gerichtsbarkeits-Grenze zwischen dem Twin Auenstein und der Landvogtei Schenkenberg war hier die Ziehung der Gemeindegrenze nicht wirklich umstritten, die Gerichtbarkeits-Grenze wurde zur Gemeindegrenze. Was zum Twin Auenstein gehörte, kam zur Gemeinde Auenstein, der Rest zur Gemeinde Veltheim. Die beiden alten Aumeierhöfe lagen im Gebiet des Twin Auenstein, und auch die Besitzer besassen schon das Bürgerrecht von Auenstein.
Auf Veltheimer Boden wurde 1794 ein Wohnhaus erbaut, dem 1800 ein Bauernhaus folgte. Erst mit Abschluss der Flusskorrektion 1872 konnte sich die Siedlung entwickeln, weil dadurch die gemeinsamen Verpflichtungen wie die zu Flussverbauungen, die an Nutzungsrecht von Gütern gebunden waren, wegfallen konnten. So konnten beispielsweise die gemeinsamen Güter im Auschachen im Jahr 1879 in 28 Parzellen aufgeteilt und an 12 Nutzniesser verteilt werden.